# Rio Grande da Pipa
O rio Grande da Pipa ou vala do Carregado no seu troço final, é um curso de água português que nasce em Sobral de Monte Agraço, atravessa os municípios de Arruda dos Vinhos, Vila Franca de Xira e Alenquer e desagua na margem direita do rio Tejo perto do Carregado.

## Afluentes
- Ribeira da Barroca
- Ribeira das Cachoeiras
- Ribeira das Cardosinhas
- Ribeira de Monfalim
- Ribeira de Santana da Carnota
- Ribeira de São Sebastião